# Beaver Stadium
O Beaver Stadium é um estádio localizado em University Park, Pensilvânia, Estados Unidos, possui capacidade total para 106.572 pessoas, é a casa do time de futebol americano universitário Penn State Nittany Lions da universidade Estadual da Pensilvânia. O estádio foi inaugurado em 1959, atualmente é o segundo maior estádio do país.